# Asedio de Kronborg
El asedio de Kronborg (en danés: Belejringen af Kronborg; en sueco: Belägring av Kronborg) fue un asedio sueco a la fortaleza danesa de Kronborg del 16 de agosto al 6 de septiembre de 1658, durante la guerra dano-sueca de 1658-1660. El asedio terminó con la victoria sueca. 
Los sitiadores suecos, dirigidos por Carl Gustaf Wrangel, consiguieron que el comandante danés se rindiera tras difundir el rumor de que Copenhague había caído en manos de los suecos y convencerle de que seguir resistiendo era inútil.

## Antecedentes
El 16 de agosto, durante el asedio de Copenhague, el rey Carlos X Gustavo envió a su hombre de mayor confianza, Carl Gustaf Wrangel, para sitiar el castillo de Kronborg, ubicado en el estrecho de Øresund, conocido en inglés como «the Sound».

## Asedio
Cuando Carl Gustaf Wrangel y su ejército de 3000 hombres entraron en Helsingør la noche del 16 de agosto, fueron rápidamente bombardeados con balas de cañón de 24 y 36 libras desde la guarnición de Kronborg. Los suecos también establecieron una línea de vigilancia. Desde la distancia, conquistar la fortaleza no parecía una tarea difícil para ellos. Kronborg era un gran castillo renacentista cuadrado, con altas torres cónicas, torreones, estuco, grandes ventanas y altas chimeneas, que desde la distancia parecía un «pabellón de jardín de gran tamaño», con una guarnición de 400 hombres. 
Sin embargo, Kronborg estaba construido con granito macizo y tenía un doble anillo defensivo, el interior con cuatro bastiones y un foso, y estaba abastecido con grandes cantidades de provisiones, municiones y artillería, de las que había más de 90 cañones. 

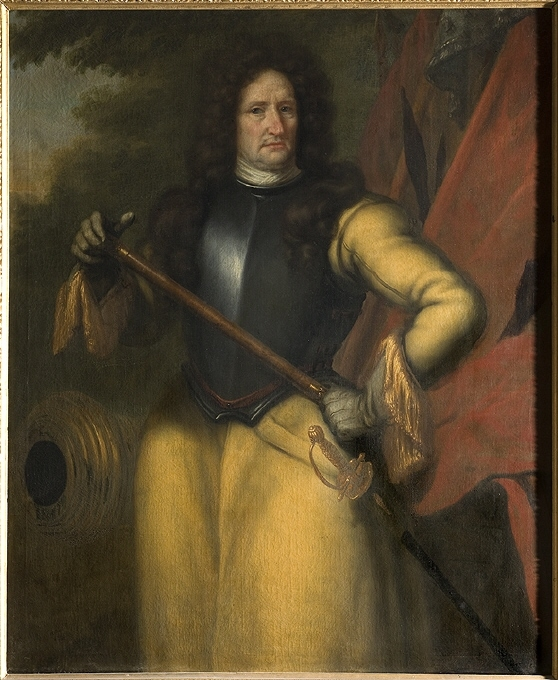
Retrato de Dahlbergh por David Klöcker Ehrenstrahl

Al principio, los defensores de Kronborg dejaron claro a los suecos que no se rendirían sin luchar. Sus cañones dispararon proyectiles en todas direcciones. Algunos cañones daneses dispararon hacia la ciudad con el objetivo de incendiarla, pero fracasaron. Otros alcanzaron un barco cargado de cañones que los suecos habían capturado recientemente, lo que provocó su hundimiento. Los daneses también habían establecido una batería de falconetes y cañones de gancho en el tejado cuadrado de la torre, con los que podían disparar directamente a los suecos que corrían a refugiarse en los edificios circundantes.
Al comandante danés, Poul Beenfeldt, se le había ordenado volar el castillo antes que rendirse.
A primera hora de la mañana del 18 de agosto, los daneses intentaron una incursión, pero se vieron obligados a retroceder con algunas pérdidas. Los suecos avanzaron y tomaron la línea exterior de defensas. 
Al ver la dificultad, Wrangel, descontento, dio órdenes de iniciar un asedio formal. Se enviaron cañones pesados y morteros desde Malmö y Landskrona al ejército sitiador. A los de Wrangel se les ordenó atrincherarse. Erik Dahlbergh dirigió la construcción de las baterías suecas y fue responsable de las obras de asedio de Copenhague. 

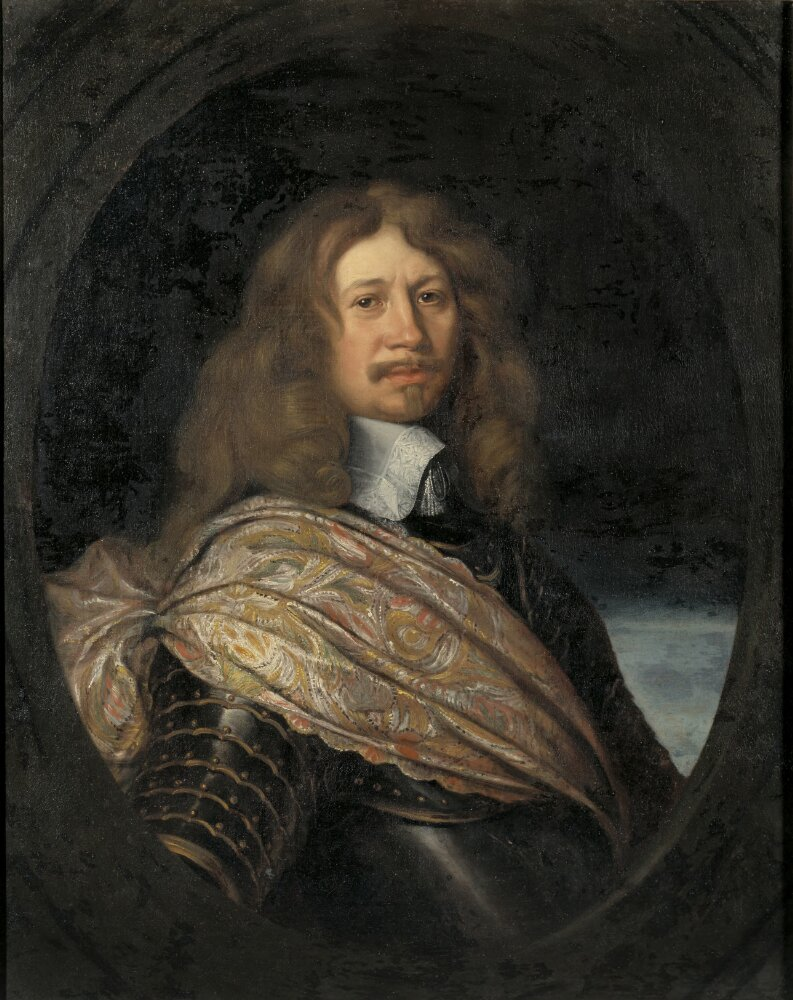
Retrato de Carl Gustaf Wrangel realizado por Matthäus Merian el Joven en 1652

Después de menos de una semana, los suecos ya habían colocado veinte cañones pesados. Los disparaban tanto de día como de noche. Los defensores resistieron bien, pero la fortaleza y los bastiones fueron destrozándose poco a poco, ladrillo a ladrillo. A principios de otoño, las tormentas empezaron a llegar desde el mar del Norte, empapando a suecos y daneses, y llenando de agua las trincheras y los fosos. A finales de agosto, los soldados suecos, embarrados y mojados, empezaron a cavar bajo el muro exterior del foso. El 5 de septiembre, el muro exterior se derrumbó, lo que provocó el hundimiento de las casamatas y el desgarro de los bastiones. La torre principal también comenzó a inclinarse.
Beenfeldt empezó a perder la moral, al igual que sus oficiales. Esto ocurrió especialmente cuando los suecos encarcelaron a la esposa de Beenfeldt. Creía que los 400 hombres a su disposición no eran suficientes para defender Kronborg. Hasta entonces, los daneses habían podido matar a 40 suecos, entre ellos al teniente coronel Eickstedt. Al principio, los daneses habían hecho lo que habían podido, pero cuando muchos resultaron heridos o muertos por el fuego de la artillería sueca, su moral decayó. 
Mientras los suecos se preparaban, o fingían prepararse, para asaltar el castillo, los daneses capitulaban rápidamente el 6 de septiembre. El capitán Gedde, que había conspirado junto con un tal Brunow contra Beenfeldt y le había hecho capitular, dio el mensaje de rendición. Wrangel también empleó un ardid. Difundiendo rumores de que Copenhague había caído, Wrangel consiguió convencer a Beenfeldt, el comandante danés, de que la batalla ya estaba perdida. Aproximadamente la mitad de los soldados ya habían muerto o estaban heridos y los restantes estaban a punto de amotinarse por no haber recibido su paga. Cuando derribaron el puente y los daneses salieron, Dahlbergh estaba allí, esperando con unos cientos de hombres para tomar rápidamente el control de Kronborg. Comentó:  

Así que soy el primer comandante sueco en el castillo de Kronborg.
Erik Dahlbergh

## Consecuencias

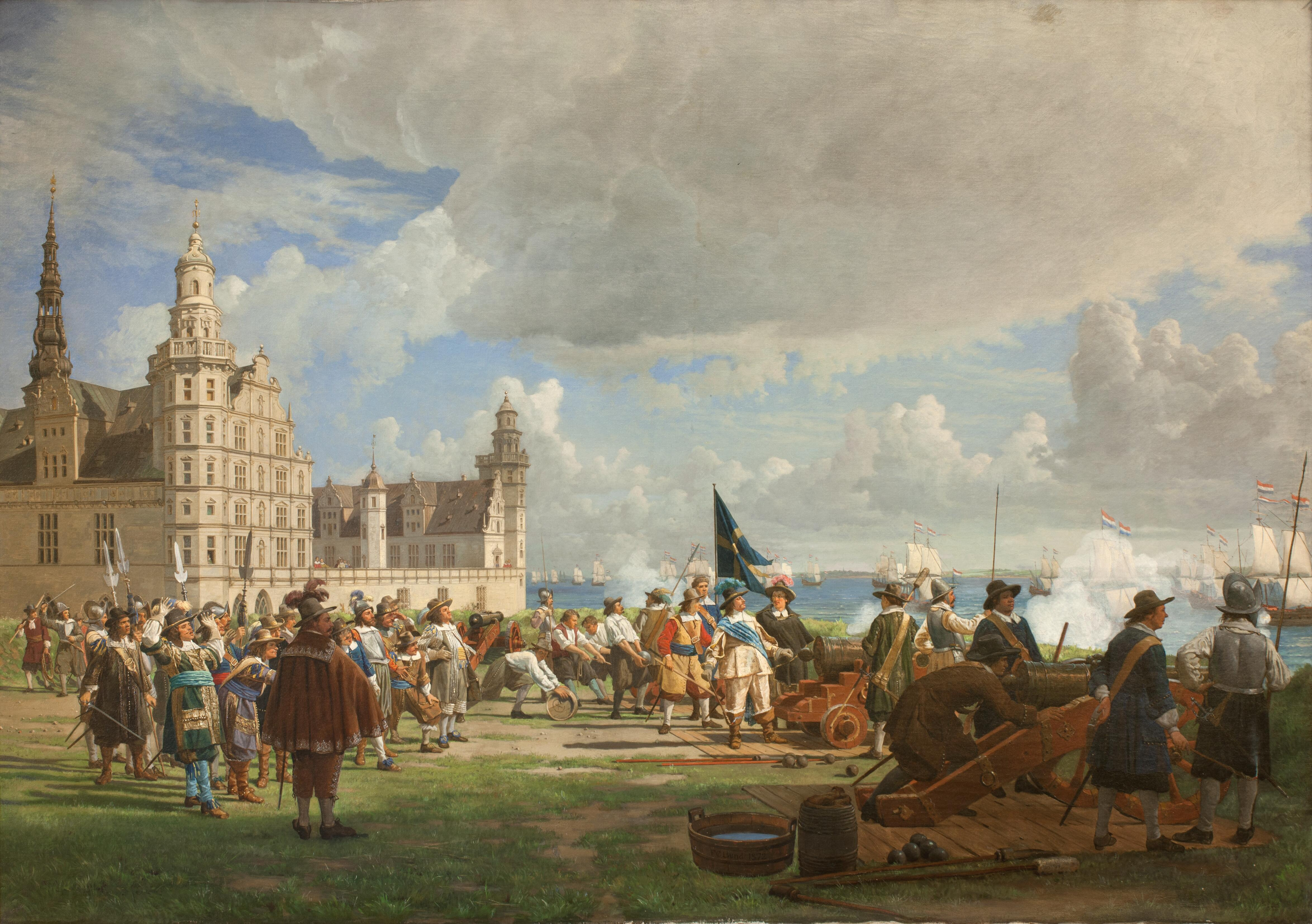
La flota holandesa, dirigida por el almirante Obdam, entró en el estrecho y navegó frente a Kronborg el 29 de octubre de 1658.

El prolongado asedio de Kronborg había costado a los suecos mucho tiempo, pero el botín tomado fue abundante. Los suecos capturaron entre 77 y 80 cañones, entre los que se encontraba el enorme mortero Det Brandenburgska Lejonet. Además de todas las armas, los suecos se llevaron más de 34 toneladas de pólvora y unos 1000 barriles de provisiones. La puerta del Estrecho estaba ahora efectivamente bloqueada, por lo que las fuerzas de Wrangel pudieron marchar de vuelta hacia Copenhague con cañones pesados, lo cual fue un bienvenido refuerzo para el principal ejército sueco, que tenía una artillería bastante débil. 
La caída de Kronborg supuso una grave derrota para los daneses. La ocupación sueca de la fortaleza podría dificultar seriamente el apoyo holandés en el estrecho. Sin embargo, cuando apareció la flota holandesa al mando de Jacob van Wassenaer Obdam, Kronborg demostró ser de utilidad limitada. Los suecos no pudieron detener el avance holandés. 
A partir de entonces Kronborg se convirtió en la residencia de Carlos X Gustavo y de la reina Eduvigis Leonora . 
Tanto Beenfeldt como Brunow viajaron a Copenhague, donde ambos fueron condenados a muerte por cobardía y traición, pero fueron indultados por Federico III. 